# Jaan Kikas

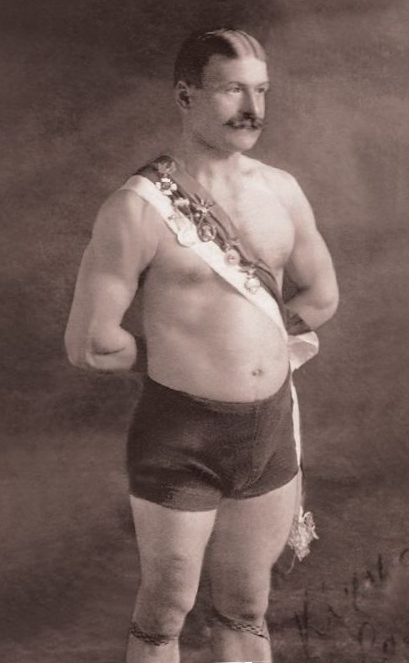
Jaan Kikkas

Jaan Kikas, auch Johannes „Juhan“ Kikkas, (* 5. Juni 1892 in Walk, Livland; † 9. März 1944 in Tallinn) war ein estnischer Gewichtheber.

## Sportliche Leistung
Jaan Kikas begann 1921 mit dem Gewichtheben. Er wurde bei den Weltmeisterschaften 1922 in Tallinn nur Vierter, konnte seine Leistung in den kommenden Monaten aber steigern. Bei den Meisterschaften in Göteborg im darauffolgenden Jahr wurde Kikas Zweiter im Halbschwergewicht.
Kikas gewann bei den Olympischen Sommerspielen 1924 in Paris im Alter von 32 Jahren die Bronzemedaille im Mittelgewicht (bis 75 kg). Bei diesem Wettbewerb stellte er in seinem dritten Versuch mit 127,5 kg einen neuen Weltrekord im Stoßen auf. Die Silbermedaille ging an Kikas' Landsmann Alfred Neuland. Es war das einzige Mal, dass zwei Esten bei Olympischen Spielen im selben Wettkampf eine Medaille gewannen.
1925 wurde Kikas estnischer Meister im Gewichtheben. Er kam bei dem verheerenden sowjetischen Luftangriff auf Tallinn am 9. März 1944 ums Leben.